# Agrypon polyedricum
Agrypon polyedricum là một loài tò vò trong họ Ichneumonidae.